# War Inc. – Sie bestellen Krieg: Wir liefern
War Inc. – Sie bestellen Krieg: Wir liefern ist eine politische Satire mit Actioneinlagen aus dem Jahr 2008. Regie führte Joshua Seftel, das Drehbuch schrieben Mark Leyner, Jeremy Pikser und John Cusack. In Deutschland erschien der Film auf DVD und BluRay am 30. April 2009 bei Ascot Elite Home Entertainment GmbH.

## Handlung
Die Handlung des Films ist in der nahen Zukunft angesiedelt und spielt größtenteils in dem fiktiven Staat Turaqistan. Der Krieg dort ist zum ersten Mal vollkommen in privater Hand, genauer gesagt in jener des amerikanischen Großunternehmens Tamerlane, das von einem ehemaligen Vizepräsidenten der USA geführt wird. Der Manager des Unternehmens beauftragt Brand Hauser, einen Auftragsmörder, den Politiker Omar Sharif zu töten. Dieser steht den geschäftlichen Interessen des Unternehmens im Weg. Hauser wird zur Tarnung seines Auftrags als Organisator einer Tamerlane-Messe angeheuert, deren Höhepunkt die Hochzeit der Britney-Spears-ähnlichen Popsängerin Yonica Babyyeah mit dem Sohn eines korrupten arabischen Verbündeten des ehemaligen Vizepräsidenten ist.
Kurz nach Hausers Eintreffen in Turaqistan, lernt er dort die kritische Journalistin Natalie Hegalhuzen kennen. Die prinzipientreue Frau fasziniert ihn sofort und veranlasst Hauser dazu seinen Auftrag zu überdenken und ihr bei ihrer Recherche zu helfen. Dadurch legt er sich zwangsläufig mit seinen Auftraggebern an. In einer ersten Auseinandersetzung kann er einen von ihnen, Walken, vermeintlich töten. Hauser entwickelt zudem väterliche Gefühle für die auf den ersten Blick nur an Oberflächlichkeiten interessierte Popsängerin und versucht sie von der medienwirksamen Hochzeit abzubringen. Nach einer Annäherung zwischen der Journalistin, Yonica und Hauser, beobachten die beiden Frauen ihn bei einer blutigen Auseinandersetzung mit Schlägern, die tödlich für letztere endet.
Yonica und die Journalistin fliehen vor Hauser und während die Popsängerin sich auf ihre Hochzeit vorbereitet, wird Hegalhuzen von vermeintlichen Terroristen, eigentlich Filmschaffenden, die Geld verdienen wollen, entführt und mit dem Tod bedroht. Hauser rettet sie und flieht mit ihr durch das Kriegsgebiet, welches vorher den Journalisten unzugänglich war. Zurück in der gesicherten Zone warnt Hauser Omar Sharif vor kommenden Mordanschlägen, aus Dank dafür verrät ihm dieser, wo sich sein zweiter Auftraggeber befindet.
Hauser beschließt auch diesen endgültig aus dem Weg zu räumen, trifft aber erneut auf den nun auf einen Rollstuhl angewiesenen Walken. Von ihm erfährt Hauser, dass er nur benutzt wurde, Walken seine Frau getötet hat, um ihn zur emotionslosen Tötungsmaschine zu machen und seine damals entführte Tochter Yonica Babyyeah ist. Hauser versucht nun die Hochzeit mit allen Mitteln zu verhindern, was ihm gelingt, jedoch kann sein Widersacher sich retten und lässt eine Lenkrakete auf die abgeriegelte Messehalle abfeuern. Die „präzise“ Tamerlane-Rakete verfehlt aber ihr Ziel und tötet stattdessen ihn und seine Gefolgsleute. Hauser, Hegalhuzen und Yonica können schließlich außer Landes fliehen.

## Kritiken
John Anderson schrieb in der Zeitschrift Variety vom 5. Mai 2008, der Film lehre, dass eine Parodie nicht zu nahe an der Realität sein sollte. Der Film sei nahe dran, witzig zu sein – aber eben nur nahe dran („It’s also so close to being funny you can just about taste it – just about“). Er wirke ein wenig wie eine Komödie aus den 1960er Jahren mit Alan Arkin.
Frank Scheck schrieb in der Zeitschrift The Hollywood Reporter vom 28. April 2008, die Absichten der Filmautoren seien lobenswert, dennoch sei der Film ein fast kompletter Fehlschlag. Die Besetzung der Rolle eines Auftragsmörders mit John Cusack sei „psychologisch sonderbar“. Einige Gags würden funktionieren, aber die meisten würden flach wirken.
Das Lexikon des internationalen Films urteilte: „Politsatire ohne sonderliche Durchschlagkraft, die in teilweise peinliche Gags ausweicht.“

## Hintergründe
Der Film wurde in Sofia und in Plowdiw gedreht. Seine Produktionskosten betrugen schätzungsweise 10 Millionen US-Dollar. Die Weltpremiere fand am 28. April 2008 auf dem Tribeca Film Festival statt. Am 23. Mai 2008 kam der Film in ausgewählte Kinos in den Vereinigten Staaten. Er spielte dort bis zum 23. August 2008 ca. 580,9 Tsd. US-Dollar ein.